# Listă de țări în care spaniola este limbă oficială
     spaniola este singura limbă oficială la nivel național
     spaniola este limbă co-oficială

Țări și teritorii în care limba spaniolă deține statut oficial:
spaniola este singura limbă oficială la nivel național
spaniola este limbă co-oficială

Următoarea este o listă de state suverane și teritorii dependente în care spaniola este o limbă oficială, limba națională sau limba oficială de facto.

## Spaniola ca limbă oficială sau națională
| Țară/Teritoriu       | Statut   | Număr de vorbitori L1 + L2 | Procentaj | Organism de reglementare                      |
| -------------------- | -------- | -------------------------- | --------- | --------------------------------------------- |
| Mexic                | De facto | 120.460.000                | 92%       | Academia Mexicana de la Lengua                |
| Columbia             | De jure  | 46.694.200                 | 95%       | Academia Colombiana de la Lengua              |
| Spania               | De jure  | 45.890.000                 | 99%       | Real Academia Española                        |
| Argentina            | De facto | 41.370.000                 | 93%       | Academia Argentina de Letras                  |
| Venezuela            | De jure  | 29.794.000                 | 93%       | Academia Venezolana de la Lengua              |
| Peru                 | De jure  | 26.370.000                 | 82%       | Academia Peruana de la Lengua                 |
| Chile                | De facto | 19.030.000                 | 99%       | Academia Chilena de la Lengua                 |
| Ecuador              | De jure  | 15.505.000                 | 93%       | Academia Ecuatoriana de la Lengua             |
| Guatemala            | De jure  | 13.021.000                 | 76%       | Academia Guatemalteca de la Lengua            |
| Cuba                 | De jure  | 11.200.000                 | 98%       | Academia Cubana de la Lengua                  |
| Bolivia              | De jure  | 9.380.000                  | 85%       | Academia Boliviana de la Lengua               |
| Republica Dominicană | De jure  | 9.301.500                  | 86%       | Academia Dominicana de la Lengua              |
| Honduras             | De jure  | 8.128.000                  | 98%       | Academia Hondureña de la Lengua               |
| El Salvador          | De jure  | 6.270.500                  | 99%       | Academia Salvadoreña de la Lengua             |
| Nicaragua            | De facto | 5.888.000                  | 94%       | Academia Nicaragüense de la Lengua            |
| Paraguay             | De jure  | 4.637.000                  | 68%       | Academia Paraguaya de la Lengua Española      |
| Costa Rica           | De jure  | 4.529.600                  | 92%       | Academia Costarricense de la Lengua           |
| Puerto Rico          | De jure  | 3.626.000                  | 98%       | Academia Puertorriqueña de la Lengua Española |
| Panama               | De jure  | 3.404.000                  | 84%       | Academia Panameña de la Lengua                |
| Uruguay              | De facto | 3.347.800                  | 96%       | Academia Nacional de Letras                   |
| Guineea Ecuatorială  | De jure  | 685.000                    | 77%       | Academia Ecuatoguineana de la Lengua Española |
| Total                |          | 424.905.600                |           |                                               |

## Limbă de uz comun
| Țară/Teritoriu     | Număr de vorbitori L1 + L2 | Procentaj |
| ------------------ | -------------------------- | --------- |
| Statele Unite      | 56.500.000                 | 17%       |
| Franța             | 8.852.000                  | 13%       |
| Maroc              | 3.416.590                  | 9%        |
| Filipine           | 2.562.660                  | 2%        |
| Belize             | 196.000                    | 52%       |
| Trinidad și Tobago | 65.900                     | 4%        |
| Andorra            | 49.200                     | 71%       |
| Gibraltar          | 14.400                     | 44%       |
| Total              | 71.656.750                 |           |

## Limbi creole bazate pe spaniolă
| Țară/Teritoriu      | Limbă creolă | Număr de vorbitori L1 + L2 | Statut           |
| ------------------- | ------------ | -------------------------- | ---------------- |
| Filipine            | Chavacano    | 1.200.000                  | Educațională     |
| Curaçao             | Papiamento   | 135.000                    | Națională        |
| Israel              | Ladino       | 100.000                    | Educațională     |
| Guineea Ecuatorială | Pichinglis   | 76.000                     | Comunicare largă |
| Aruba               | Papiamento   | 60.000                     | Națională        |
| Turcia              | Ladino       | 10.000                     | În schimbare     |
| Bonaire             | Papiamento   | 8.060                      | Națională        |
| Sint Maarten        | Papiamento   | 7.000                      | Educațională     |
| Guineea Ecuatorială | Fa d'Ambu    | 5.000                      | Viguroasă        |
| Columbia            | Palenquero   | 500                        | Muribundă        |